# Salvia tricuspis
Salvia tricuspis là một loài thực vật có hoa trong họ Hoa môi. Loài này được Franch. miêu tả khoa học đầu tiên năm 1891.